# ショートドラマ
ショートドラマもしくは短尺ドラマ(たんしゃくドラマ、英語: Duanju; 簡体字: 短剧; 繁体字: 短劇; 拼音: duǎn jù ）は、中国で人気を博している短編形式の配信ドラマの一種である。 これらのシリーズは、 ウェブ小説から脚色されたものがほとんどで、 TikTok （中国では抖音）のような新しいメディアプラットフォームで公開されている。各エピソードは非常に短く、1分から10分または15分程度で、1番組あたり20 - 100エピソードがある。そのため、全エピソードを通した時間は映画のそれに匹敵する。また、スマートフォン等のモバイル端末での視聴を容易にするため、縦長スクリーン で制作される。 ショートドラマは、インタラクティブな映画ゲームに翻案されることもある。ストーリーの展開という点では、これらの中国のショートドラマは、英語圏のソープオペラと比較されるが、テンポはより速くなっている。

## 歴史
ショートドラマは、2002年頃から始まった中国のウェブ小説に端を発する。 これらの小説は、Qidianなどのウェブサイト上でユーザーによって書かれ、読者が章ごとに支払うか購読を選択できる分割払いでリリースされた。
動画形式のショートドラマは、2013年にYouku Tudou が始まり。その後、TikTok、ReelShort 、DramaBox、Kuiashouなどのアプリに移行した。 2023年までにショートドラマの視聴者は約16億人に達した。

## 国際的な展開

### ヨーロッパ
2025年以降、アジアのプラットフォームであるStardust TVは、特にフランスにおいてヨーロッパへの展開を開始した。新たな提供作品の一つに、ギヨーム・サンジョルジュがプロデュースしたフランスの縦型シリーズ『Les Aventures avec ma voisine（隣人との冒険）』があり、これはモバイル縦型フィクションに特化したアジアのプラットフォームで配信された初のフランス作品とされている。
ヨーロッパにおけるモバイル縦型ドラマの台頭は、2024年11月23日および2025年6月14日にパリで開催された国際イベントで注目を集めた。これらのイベントはStudio Phocéen（スタジオ・フォセアン）によって主催された。

### アメリカ
中国の制作会社は、英語圏の視聴者に向けて、アメリカやイギリスの制作会社と協力し始めている。これらの取り組みは、既存の中国語のショートドラマを吹き替えする方法、または英語を話す俳優でシリーズ全体を再制作する方法によって行われている。これらの国々での制作は非常に低予算で行われており、1シーズンを10日程度で撮影することも可能である。

## アジアでの制作
TikTokのようなアプリに投稿される大多数のコンテンツとは異なり、短劇（Duanju）はユーザー生成コンテンツではなく、プロによって制作されたものである。中国の制作会社は、プロの俳優やスタッフを雇って、撮影と編集を行っている。
中国では、短劇の多くは2週間以内という短期間で撮影され、予算も非常に限られている。 これらの作品は通常freemiumモデルで提供され、最初の数話を無料で視聴でき、その後ビデオ・オン・デマンドやサブスクリプション方式など、さまざまな方法で収益化が図られている。

## 市場規模
ショートドラマは、中国の娯楽産業における最大の成長分野のひとつである。 2024年には、その市場規模は500億元 （68億ドル ）を超え、中国の娯楽産業の中で最も収益性が高く、儲かる分野のひとつとなった。日本でも、2026年には市場が1530億円規模に達するとする予測がある。

## 著作権の問題
上述の通り、ショートドラマは、制作サイクルが短く、かつ低コストを求められる。そのため、あるストーリーが人気になると、往々にして、他の企業も模倣したストーリーのドラマを制作する。その結果、似たようなコンテンツが氾濫し、原作者の著作権はじめ知的財産権が侵害されることになる。